# Jan Wagner
Jan Wagner (Hamburg, 1971) is een Duitse schrijver en vertaler.
Jan Wagner haalde zijn eindexamen in 1992 aan de Stormarnschule in Ahrensburg en studeerde vervolgens Engels aan de Universiteit van Hamburg, aan het Trinity College (Dublin) en aan de Humboldt Universiteit van Berlijn, waar hij afstudeerde op een werkstuk over de nieuwste generatie Engels-Ierse dichters. In 1995 startte hij samen met Thomas Girst met de uitgave van de Aussenseite des Elementes. Deze losbladige collectie poëzie werd gepresenteerd in een doos waarin de lezer zelf de orde mocht aanbrengen. Bij dit project had hij zich laten inspireren door het werk van Marcel Duchamp. Zijn eerste dichtbundel verscheen in 2001.
Zijn gedichten verschenen in diverse literaire tijdschriften (Akzente, BELLA triste, Sinn und Form, Muschelhaufen) en zijn gepubliceerd in talrijke bloemlezingen. Behalve dichter-schrijver werkte Wagner als redacteur en vertaler. Ook schreef hij kritieken, voor de Frankfurter Rundschau en andere kranten. Hij is lid van de Bayerischen Akademie der schönen Künste, de Akademie der Wissenschaften und der Literatur in Mainz, de Deutschen Akademie für Sprache und Dichtung in Darmstadt en het PEN-Zentrums Deutschland. Met de dichtbundel Regentonvariaties won hij als eerste dichter de Preis der Leipziger Buchmesse. Op dat moment had Wagner al talloze dichtbundels op zijn naam staan en had hij diverse andere prijzen gewonnen.

## Publicaties
- Probebohrung im Himmel. Gedichten, Berlin Verlag, Berlin 2001.
- Guerickes Sperling. Gedichten. Berlin Verlag, Berlin 2004.
- Achtzehn Pasteten. Gedichten. Berlin Verlag, Berlin 2007.
- Australien. Gedichten. Berlin Verlag, Berlin 2010.
- Die Sandale des Propheten. Essays, Berlin Verlag. Berlin 2011.
- Die Eulenhasser in den Hallenhäusern. Drei Verborgene. Gedichten, Hanser Berlin, Berlin 2012.
- Poesiealbum 295. Märkischer Verlag Wilhelmshorst 2011.
- Regentonnenvariationen. Gedichten. Hanser Berlin, Berlin 2014. Ook verschenen in het Nederlands: Regentonvariaties (vertaling Ria van Hengel.
- Selbstporträt mit Bienenschwarm. Ausgewählte Gedichte 2001-2015. Hanser Berlin, Berlin 2016.